# Glenn Youngkin
Glenn Youngkin (ur. 9 grudnia 1966 w Richmond) – amerykański biznesmen i polityk, członek Partii Republikańskiej, od 2022 Gubernator stanu Wirginia.

## Biografia
Wychowany w Virginia Beach, Youngkin grał w koszykówkę w elitarnej Norfolk Academy, oraz na Uniwersytecie Rice’a w Teksasie, gdzie w 1990 roku zdobył bakalaureat z zarządzania, oraz Bachelor of Science z inżynierii mechanicznej. W 1994 roku uzyskał tytuł Master of Business Administration (MBA) na Harvard Business School.
Pracował jako konsultant ds. zarządzania w McKinsey & Company, oraz w bankowości inwestycyjnej w CS First Boston. W 1995 roku dołączył do firmy zarządzającej inwestycjami – The Carlyle Group, z siedzibą w Waszyngtonie. Podczas swojej 25-letniej kariery w Carlyle zajmował szereg stanowisk kierowniczych, w tym prezesa i dyrektora ds. operacyjnych.
We wrześniu 2020 zrezygnował z Carlyle Group i ogłosił swoją kandydaturę w wyborach na gubernatora. W listopadzie 2021 roku w wyborach na gubernatora Wirginii pokonał swojego demokratycznego oponenta i dawnego gubernatora – Terry'ego McAuliffe stosunkiem głosów 50,9% do 48,4%.

## Życie osobiste
Youngkin mieszka w Great Falls, w Wirginii z żoną Suzanne i czwórką dzieci. Jest aktywnym członkiem Kościoła Świętej Trójcy – niezależnej kongregacji ewangelikalnej. 
W 2021 roku Forbes oszacował jego majątek na 440 milionów dolarów. Przez ponad dekadę Youngkin był hojnym darczyńcą dla establishmentowych republikanów, w tym senatora Lindsey Grahama z Południowej Karoliny i byłego marszałka Paula Ryana, a także Mitta Romneya, kandydata republikańskiego na prezydenta w 2012 roku.